# Savonlinna Steamers
I Savonlinna Steamers  sono stati una squadra di football americano di Savonlinna, in Finlandia.

## Dettaglio stagioni

### Tornei nazionali

#### Campionato

##### Vaahteraliiga
| Stagione | regular season | regular season | regular season | regular season | regular season | regular season | playoff | playoff | playoff | playoff | playoff | playoff   | playoff    |
|          | Vin            | Par            | Per            | Tot            | PF             | PS             | Vin     | Per     | Tot     | PF      | PS      | risultato | avversaria |
| -------- | -------------- | -------------- | -------------- | -------------- | -------------- | -------------- | ------- | ------- | ------- | ------- | ------- | --------- | ---------- |
| 1981     | 1              | 0              | 6              | 7              | 36             | 291            | -       | -       | -       | -       | -       | -         | -          |
| 1982     | 1              | 0              | 9              | 10             | 59             | 304            | -       | -       | -       | -       | -       | -         | -          |
| Totale   | 2              | 0              | 15             | 17             | 95             | 595            | -       | -       | -       | -       | -       |           |            |

Fonti: Enciclopedia del Football - A cura di Massimo Mezzetti